# Stjepan I., papa
Stjepan I., papa od 12. svibnja 254. do 2. kolovoza 257.

## Životopis
Bio je po rođenju Rimljanin. Za pape Lucija I. obavljao je službu rimskog arhiđakona. Kao papa protivio se ponovnom krštenju heretika, naime smatrao je da je za povratak otpadnika u Crkvu dovoljna ispovijed i pokora. Oko toga se sukobljavao s afričkim i azijskim biskupima, posebno sv. Ciprijanom Kartaškim, koji su prakticirali drugo krštenje. Papa Stjepan I. donio je i odluku da se liturgijska odjeća može nositi samo za održavanje kršćanskih obreda. Zaredio je za svećenika sv. Bonu Vukovarskog, s kojim je završio u zatvoru, zbog progona kršćana. Crkva ga slavi kao mučenika, ali nije utvrđeno je li zapravo bio mučenik. 
Zaštitnik je Hvarske biskupije, grada Hvara, Starog Grada te otoka Hvara i Visa.